# Mauthe

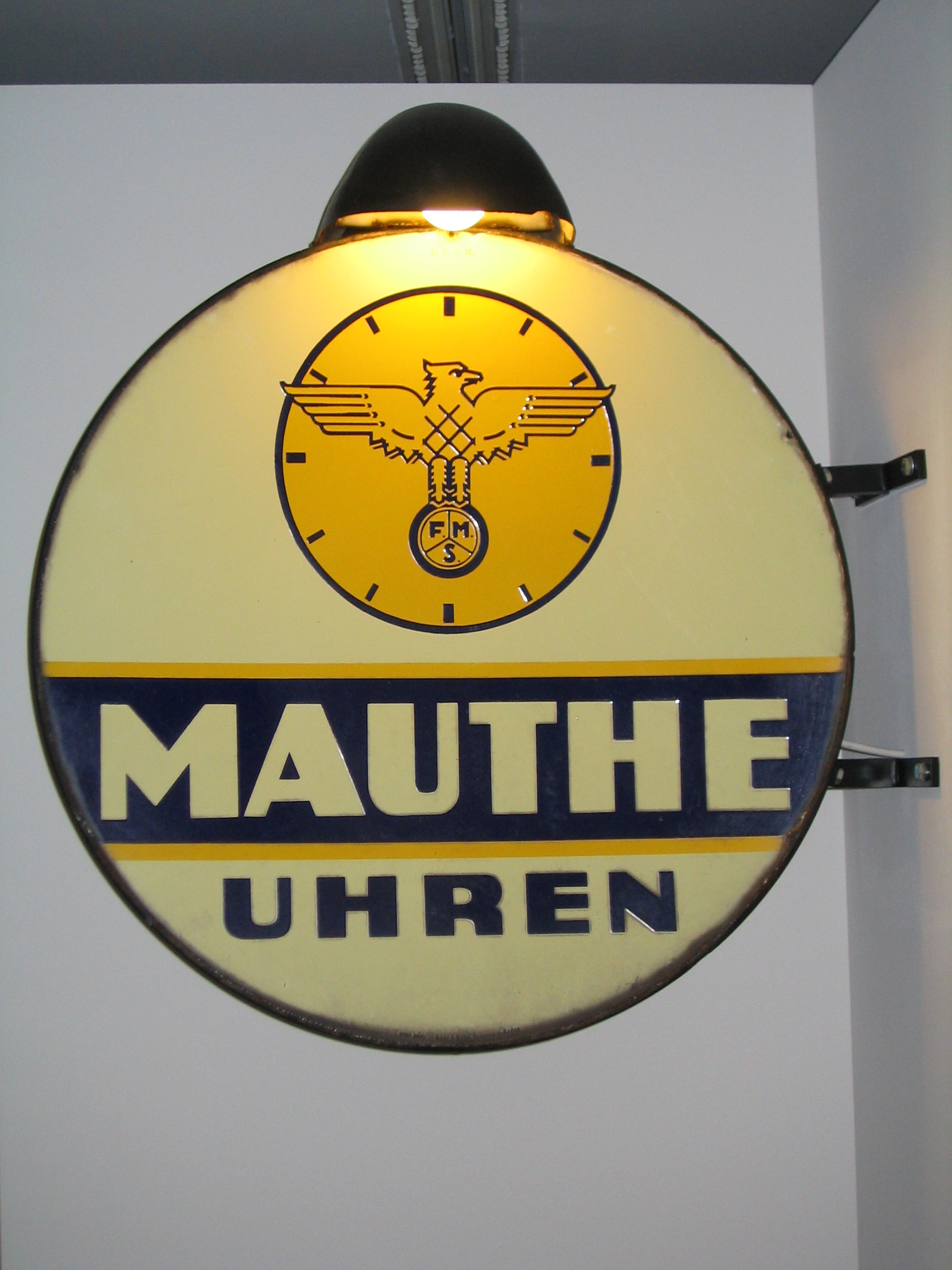
Uithangbord in het Duitse klokkenmuseum in Furtwangen

Mauthe was een in Schwenningen in Duitsland gevestigde klokkenfabriek. Het bedrijf gaat terug op de oprichter en koopman Friedrich Mauthe (1822-1884) en was nauw verbonden met de klokkenproductie in het Zwarte Woud.

## Geschiedenis
Friedrich Mauthe richtte in 1844 een bedrijf voor klokonderdelen op in Schwenningen en verkocht ook kant-en-klare klokken van plaatselijke klokkenmakers. Eind jaren 1870 begon het bedrijf met de productie van eigen klokken.
In 1872 kwam zijn zoon Christian Mauthe (1845-1909) in het bedrijf, dat in 1876 aan hem en zijn broer Jakob werd overgedragen. De broers schakelden over van handmatige op industriële productie en bouwden een moderne fabriek in 1881.
Vanaf de jaren 1890 gebruikte Mauthe een adelaar als bedrijfslogo. De klauwen bevatten een cirkel verdeeld in drie delen met de initialen F en M van de oprichter en de S van de stad Schwenningen. Tegen 1900 had de klokkenfabrikant meer dan 1100 mensen in dienst en produceerde een uitgebreid assortiment wekkers, slingeruurwerken, staande klokken en mantel- en kantoorklokken.

### Naoorlogse periode
Mauthe begon in 1946 ook met de productie van polshorloges. Het Mauthe logo werd gebruikt in cursief schrift zonder symbolen. Mauthe's roem steeg in de jaren 1950 toen eigenaars van VW's, die zonder problemen 100.000 kilometer met hun auto hadden afgelegd, van autofabrikant Volkswagen onder andere een Mauthe polshorloge cadeau kregen. Het aantal was niet gering.
Mauthe produceerde zijn eigen mechanische uurwerken en hield lang vast aan deze technologie. Met de opkomst van kwartsuurwerken in het begin van de jaren 1970 verloor het bedrijf marktaandeel en kwam het in financiële problemen. Een poging om met de 'Kiss-Kiss-wekker' marktaandelen terug te winnen mislukte. Het faillissement van 'Uhrenfabrik Mauthe' in 1975 maakte een einde aan een bedrijfsgeschiedenis van meer dan 130 jaar, die vijf generaties familiebezit had overleefd.
Op het voormalige bedrijfsterrein is nu een winkelcentrum met een parkeergarage, het City-Rondell. Een poort van de voormalige fabriek is verplaatst voor een nieuwbouw in brutalistische stijl uit de jaren 1980.
Het merk Mauthe werd in 2011 nieuw leven ingeblazen door Bernd Mauthe. Dit bedrijf gebruikt geavanceerde technologie om traditionele uurwerken in kleine oplages te produceren.

## Afbeeldingen

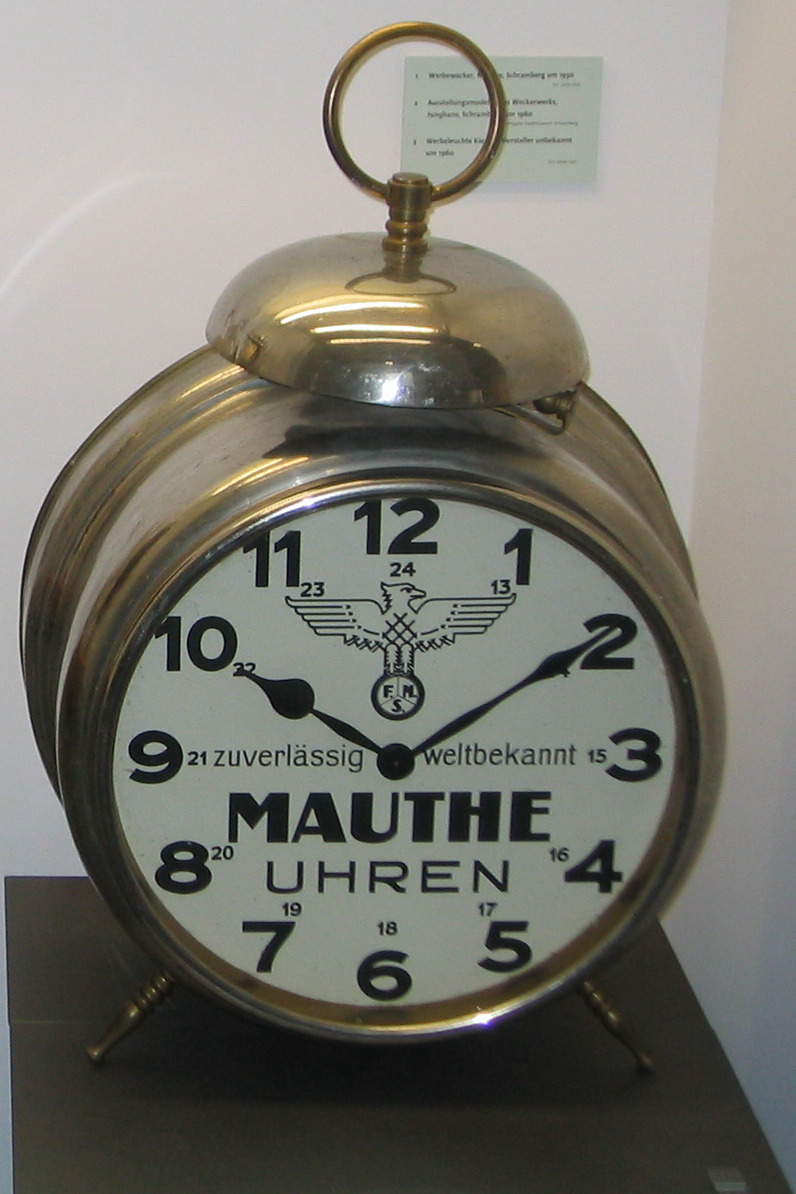
Wekker met reclame
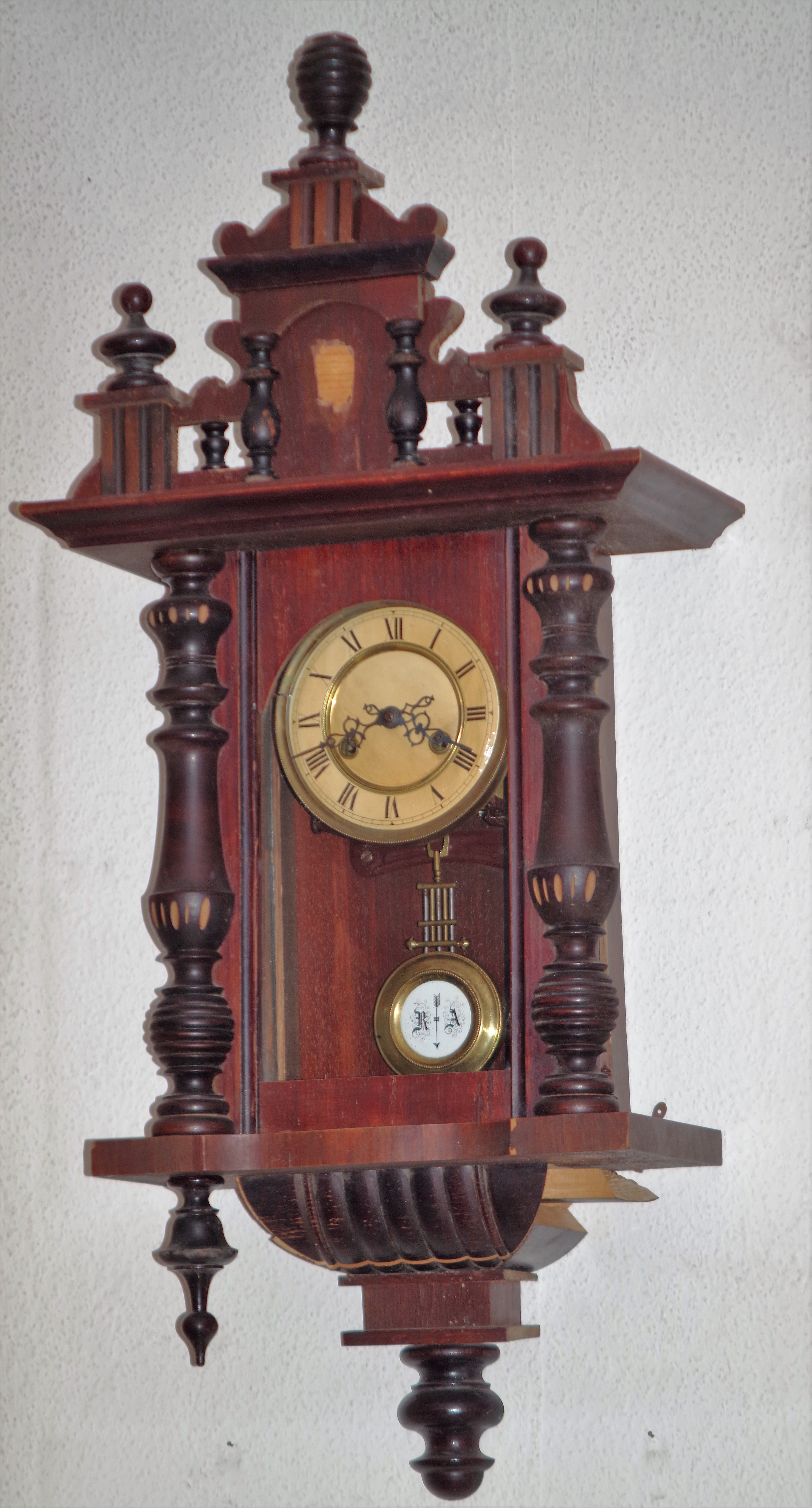
Slingerwandklok van Mauthe